# Milan Stuchlík
Milan Stuchlík (1932 Vídeň – 22. prosince 1980) byl český sociální antropolog. Vystudoval národopis a archeologii na Karlově univerzitě. Pracoval v Náprstkově muzeu, kde se původně specializoval na kulturu Oceánie a Indonésii. V roce 1968 odjel na terénní výzkum do Chile. Po roce 1968 se rozhodl nevrátit se do Československa. Kvůli vojenskému převratu v Chile odešel do Spojeného království, kde přednášel na Queen's University v Belfastu spolu se svým spolužákem a kolegou Ladislavem Holým.

## Dílo
- 1976. Life on a half share: Mechanisms of social recruitment among the Mapuche of Southern Chile. Londýn: C. Hurst & Co.
- 1981. The Structure of Folk Models (spolu s Ladislavem Holým). Londýn a New York: Academic Press.
- 1983. Actions, Norms and Representations: Foundations of Anthropological Inquiry (spolu s Ladislavem Holým). Cambridge: Cambridge University Press.